# Adalwin di Salisburgo
Adalwin di Salisburgo (... – 14 maggio 873) è stato un arcivescovo tedesco, arcivescovo di Salisburgo e abate dell'abbazia di San Pietro dall'859 fino alla morte.

## Biografia
Adalwin ricevette la sua istruzione a Salisburgo. Liupram, il suo predecessore, lo favorì molto e lo raccomandò espressamente all'imperatore affinché fosse il suo successore. Diventò arcivescovo nell'859 e l'anno successivo ottenne in donazione da Ludovico II vari territori situati nelle attuali Bassa Austria, Carinzia, Stiria, Slovenia e Ungheria.
Nella primavera dell'860 Adalwin si recò a Roma per ricevere il pallio da papa Niccolò I. Egli si dedicò principalmente alla cristianizzazione degli Slavi in Pannonia e in Moravia e per questo ricevette in dono dall'imperatore numerose chiese e località nelle regioni evangelizzate, come ad esempio Sabaria (l'ordierna Szombathely) e Prostrum (l'odierna Szentpéterfa). Inoltre mantenne buone relazioni con il principe della Pannonia, Kocel.
Adalwin, tuttavia, non riuscì ad opporsi con successo alle attività missionarie dei fratelli Cirillo e Metodio e in particolare alla nomina di Metodio ad arcivescovo di Sirmio (l'odierna Sremska Mitrovica) da parte del papa Adriano II nell'870. Fu poco dopo questa nomina che Adalwin, con l'aiuto del vescovo di Passavia Ermenrich, fece catturare Metodio, tenendolo prigioniero per circa tre anni in un convento in Baviera. In questa occasione Adalwin fece scrivere (o forse scrisse lui stesso) la Conversio Bagoariorum et Carantanorum ("Conversione dei Bavari e dei Carantani"), al fine di riaffermare la centralità dell'arcivescovato di Salisburgo per la cristianizzazione della Pannonia e di sostenere la condanna di Metodio. Nell'873, però, papa Giovanni VIII impose la liberazione di Metodio.